# Andrea Bosca
Andrea Bosca (Canelli, 14 luglio 1980) è un attore e regista italiano.

## Biografia
Si diploma nel 2003 presso la scuola del Teatro Stabile di Torino diretta da Mauro Avogadro e nel 2004 frequenta il corso di perfezionamento diretto da Luca Ronconi.
Dal 2005 lavora in produzioni cinematografiche e televisive nazionali e internazionali, interpretando ruoli in cui si distingue per versatilità fisica, linguistica e creativa. Recita in inglese, francese e spagnolo.

### Carriera
Dopo aver recitato in varie produzioni del Teatro Stabile di Torino, tra cui Il benessere, La donna del mare, regia di Mauro Avogadro, con Elisabetta Pozzi, nel 2004 debutta in inglese con la miniserie TV Don Bosco, per la regia di Lodovico Gasparini.
Dal 2006 al 2008 è impegnato col ruolo di co-protagonista nella serie TV Raccontami, diretto da Tiziana Aristarco e Riccardo Donna e, durante questo periodo, recita anche nella serie TV Zodiaco, per la regia di Eros Puglielli, in cui interpreta un assassino seriale, ruolo per cui si prepara isolandosi in una casa di campagna dove si dedica allo studio dell’astrologia e dei profili psicologici. Sarà protagonista anche della seconda stagione, diretto questa volta da Tonino Zangardi.
Il 2007 segna l’inizio della carriera cinematografica di Bosca che recita nella commedia Amore, bugie & calcetto di Luca Lucini. Nel 2008 e nel 2009 arrivano i primi ruoli che saranno una svolta nella carriera di Bosca: interpreta Gigio nella commedia Si può fare, diretto da Giulio Manfredonia, film che otterrà numerose candidature ai David di Donatello e il Nastro d’argento per il miglior soggetto a Fabio Bonifacci. Il cast vince il premio LARA e ciò vale a Bosca l’attenzione del mondo del cinema. L’anno seguente recita, insieme a Pier Francesco Favino, nella miniserie TV Pane e libertà, diretto da Alberto Negrin. È co-protagonista di Noi credevamo, diretto da Mario Martone, film che vince nel 2011 il Nastro d’Argento dell'anno al cast. Per l’interpretazione del rivoluzionario cilentano Angelo Cammarota, Bosca vince il premio Giovani al Festival Primavera del Cinema Italiano di Cosenza. Nel 2010 ha il ruolo di protagonista nell’opera prima della regista Laura Luchetti, Febbre da fieno, mentre per la TV viene diretto da Riccardo Donna nella miniserie Fuoriclasse, ed è co-protagonista della produzione internazionale L'Olimpiade nascosta, in cui recita in inglese.
Il 2012 è un anno molto intenso per Bosca: è protagonista del film Gli sfiorati, diretto da Matteo Rovere e co-protagonista di Magnifica presenza di Ferzan Özpetek: per l’interpretazione di Mete e Luca vince il premio Guglielmo Biraghi.
Nel 2011 e 2012 torna a teatro con Jakob von Gunten, per la regia di Lisa Ferlazzo Natoli; nel 2012 e 2013 è interprete e co-regista in Come vivo d’acciaio, tratto dal romanzo Una questione privata di Beppe Fenoglio. È co-protagonista dello spettacolo L’arma di Aureliano Amadei. Recita poi al fianco di Luca Barbareschi in Una tigre del Bengala allo zoo di Baghdad, in occasione della riapertura del Teatro Eliseo di Roma.
Nel 2014 interpreta Andrea Fago di Petrolio in Pasolini del regista statunitense Abel Ferrara, con protagonista Willem Dafoe, film che ha partecipato alla 71ª Mostra internazionale d'arte cinematografica di Venezia e al Toronto International Film Festival. Recita in Nemiche per la pelle di Luca Lucini.
Nel 2015 riceve alla 70ª edizione dei Nastri d’Argento una "menzione speciale" per l’Impegno sociale per A tutto tondo, cortometraggio che scrive, dirige e interpreta.
Seguono i progetti televisivi internazionali in lingua inglese, tra cui Romeo e Giulietta di Riccardo Donna, Medici – Master of Florence di Sergio Mimica-Gezzan e la serie Quantico di Russell Lee Fine, prodotta da ABC USA, al fianco di Priyanka Chopra. In Italia si distingue per la serie TV Romanzo Famigliare di Francesca Archibugi, La dama velata, Grand Hotel, Non dirlo al mio capo e la fortunata serie noir-fantastica La porta rossa, in cui interpreta il ruolo di Jonas. Arriva sulle piattaforme di streaming video interpretando Davide Frangi nella serie Made in Italy di Ago Panini e Luca Lucini per Prime Video di Amazon; è co-protagonista nella serie La guerra è finita, per la regia di Michele Soavi.
Riscrive e adatta per il teatro, insieme a Paolo Briguglia che lo dirige, il monologo di cui è interprete tratto da La luna e i falò di Cesare Pavese, prodotto da BAM Teatro, con cui debutta nel 2020 al Teatro Alfieri di Asti, attualmente in tournée.
Nel 2020 è il protagonista italiano della serie internazionale 3 Caminos di Prime Video (Amazon Exclusive), storia di un’amicizia ventennale ambientata nel Cammino di Santiago: tre passaggi di tempo nella vita di cinque amici provenienti da diverse parti del mondo.
È co-protagonista della commedia cinematografica internazionale Toscana del regista danese Mehdi Avaz, successo worldwide di Netflix.
Nel 2021 interpreta il padre di Sofia nella serie TV Nudes, diretta da Laura Luchetti per Bim Produzione e Rai Fiction, mentre è l’archistar milanese Teodoro nella seconda stagione di Makari, prodotta da Palomar per Rai 1.
Tornato al cinema, è il ricercatore scientifico co-protagonista di Trafficante di Virus di Costanza Quatriglio, presentato in anteprima al Torino Film Festival 2021.
Nel 2022, per la regia di Mimmo Calopresti, Bosca si trasforma completamente perdendo 15 kg per vestire i panni del leader del Partito Radicale, Marco Pannella nel docufilm Romanzo Radicale - Io sono Marco Pannella, in anteprima al BIFF. Poi, partecipa alla versione cinematografica de La bella estate di Laura Luchetti. Interpreta poi Bartolomeo Piovesan, il meccanico veneto al fianco di Francesco Baracca nel docufilm I cacciatori del cielo. Nel 2024 invece è uno dei protagonisti della serie Sempre al tuo fianco insieme a Ambra Angiolini.

### Impegno sociale
Nel 2017 fonda insieme ad altri artisti italiani la ONLUS #EVERYCHILDISMYCHILD che si occupa di garantire futuro e istruzione ai bambini costretti a vivere in condizioni di profondo disagio a causa di guerre, calamità, povertà, emarginazione e malattia.
Nel 2023 entra come volontario nella Protezione Civile di Roma, nella associazione SOS ROMA SOCCORSO, prendendo parte alle opere di assistenza alla popolazione nei Comuni colpiti dall'alluvione in Emilia.

## Teatro
- Il benessere di Franco Brusati, regia di Mauro Avogadro (2004-2006)
- La donna del mare di Henrik Ibsen, regia di Mauro Avogadro (2005)
- Caviglie bianche, regia di Sandro Veronesi (2011)
- Histoire du soldat di Igor Stravinskij, regia di Laura Luchetti (2012)
- Jacob von Gunten, un diario, da Robert Walser,  regia di Lisa Ferlazzo Natoli (2012)
- Come vivo acciaio di e con Andrea Bosca ed Elisa Galvagno (2012)
- L'arma di Duccio Camerini, regia di Aureliano Amadei (2013)
- Una tigre del Bengala allo zoo di Baghdad di Rajiv Joseph, regia di Luca Barbareschi (2015)
- Orfeo, a cura di Bianca Melasecchi (2019)
- La luna e i falò, adattamento di Andrea Bosca e Paolo Briguglia, regia di Paolo Briguglia (2020)

## Filmografia

### Cinema
- Amore, bugie e calcetto, regia di Luca Lucini (2008)
- Si può fare, regia di Giulio Manfredonia (2008)
- Febbre da fieno, regia di Laura Luchetti (2009)
- Noi credevamo, regia di Mario Martone (2010)
- Gli sfiorati, regia di Matteo Rovere (2010)
- Magnifica presenza, regia di Ferzan Özpetek (2012)
- Nina, regia di Elisa Fuksas (2012)
- Outing - Fidanzati per sbaglio, regia di Matteo Vicino (2013)
- Pasolini, regia di Abel Ferrara (2014)
- Nemiche per la pelle, regia di Luca Lucini (2015)
- Toscana, regia di Mehdi Avaz (2020)
- Trafficante di virus, regia di Costanza Quatriglio (2021)
- Romanzo radicale, regia di Mimmo Calopresti (2022)

### Televisione
- Don Bosco, regia di Lodovico Gasparini – miniserie TV (2004)
- Giovanni Paolo II, regia di John Kent Harrison – miniserie TV (2005)
- Raccontami – serie TV (2006-2008)
- Ma chi l'avrebbe mai detto, regia di Giuliana Gamba e Alessio Inturri – miniserie TV (2007)
- Graffio di tigre, regia di Alfredo Peyretti – miniserie TV (2007)
- Carabinieri – serie TV, episodio 6x25 (2007)
- Nebbie e delitti – serie TV, episodio 2x05 (2007)
- Zodiaco, regia di Eros Puglielli – miniserie TV (2008)
- Pane e libertà, regia di Alberto Negrin – miniserie TV (2009)
- Le segretarie del sesto, regia di Angelo Longoni – miniserie TV (2009)
- Fuoriclasse – serie TV (2011)
- Zodiaco - Il libro perduto, regia di Tonino Zangardi – miniserie TV (2012)
- L'olimpiade nascosta, regia di Alfredo Peyretti – miniserie TV (2012)
- Amore oggi, regia di Giancarlo Fontana e Giuseppe Stasi – film TV (2014)
- A testa alta - I martiri di Fiesole, regia di Maurizio Zaccaro – film TV (2014)
- Romeo e Giulietta, regia di Riccardo Donna – miniserie TV (2014)
- La dama velata – serie TV (2015)
- Grand Hotel, regia di Luca Ribuoli – miniserie TV (2015)
- Non dirlo al mio capo – serie TV (2016)
- I Medici – serie TV, episodio 1x05 (2016)
- C'era una volta Studio Uno, regia di Riccardo Donna – miniserie TV (2017)
- La porta rossa – serie TV (2017-2019)
- Romanzo famigliare – serie TV (2018)
- Il capitano Maria – serie TV (2018)
- Quantico 3 – serie TV, 3 episodi (2018)
- Made in Italy – serie TV, episodi 1x05-1x07-1x08 (2019)
- Al posto suo, regia di Riccardo Donna – film TV (2020) - ciclo Purché finisca bene
- La guerra è finita, regia di Michele Soavi – miniserie TV (2020)
- 3 caminos, regia di Norberto Lopez Amado – miniserie TV (2021)
- Nudes – serie TV (2021)
- Màkari 2 – serie TV (2022)
- I cacciatori del cielo, regia di Mario Vitale – docufilm (2023)
- Sempre al tuo fianco – serie TV (2024)
- Belcanto – serie TV (2025)

### Cortometraggi
- La ricetta della mamma, regia di Dario Piana (2019)
- L'ultimo crocevia, regia di Paolo Lobbia (2018)
- Quasi immobili, regia di Fabio Bastianello (2018)
- A tutto tondo, regia di Andrea Bosca (2014)
- Prima della pioggia, regia di Nicola Sorcinelli (2011)
- Volo senz'ali, regia di Gerhard Koloneci (2011)
- Feisbum, regia di Emanuele Sana (2009)
- Gaymers, regia di Emanuele Sana (2009)
- Finché morte non ci separi, regia di Laura Luchetti (2009)
- Ieri, regia di Luca Scivoletto (2006)

### Videoclip
- Scusate se non piango di Daniele Silvestri (2019)

## Premi
- Premio giovani - Festival Primavera Cinema Italiano per Noi credevamo (2011)
- Nastro d'Argento al cast - per Noi credevamo (2011)
- Premio Guglielmo Biraghi - per Gli sfiorati (2012)
- Nastro d'Argento Speciale - per A tutto Tondo (2014)
- Miglior Attore Cortometraggio - Varese Film Festival - per L'ultimo crocevia (2020)
- Miglior Attore Cortometraggio - Prato Film Festival - per L'ultimo crocevia (2020)